# Edward Victor Appleton
Sir Edward Victor Appleton, GBE (n. 6 septembrie 1892, Bradford, Anglia, Regatul Unit al Marii Britanii și Irlandei – d. 21 aprilie 1965, Edinburgh, Scoția, Regatul Unit) a fost un fizician englez. A făcut studii asupra fizicii ionosferei și a primit Premiul Nobel pentru fizică (1947).